# Inverewe Garden
L'Inverewe Garden è un giardino botanico delle Highlands occidentali (Scozia nord-occidentale), situato nei pressi del villaggio di Poolewe, lungo il Loch Ewe (Wester Ross), che fu realizzato a partire dal 1862 da Osgood Mackenzie.
Il giardino, gestito dal National Trust for Scotland, conta la visita di circa 200.000 persone l'anno.

## Storia

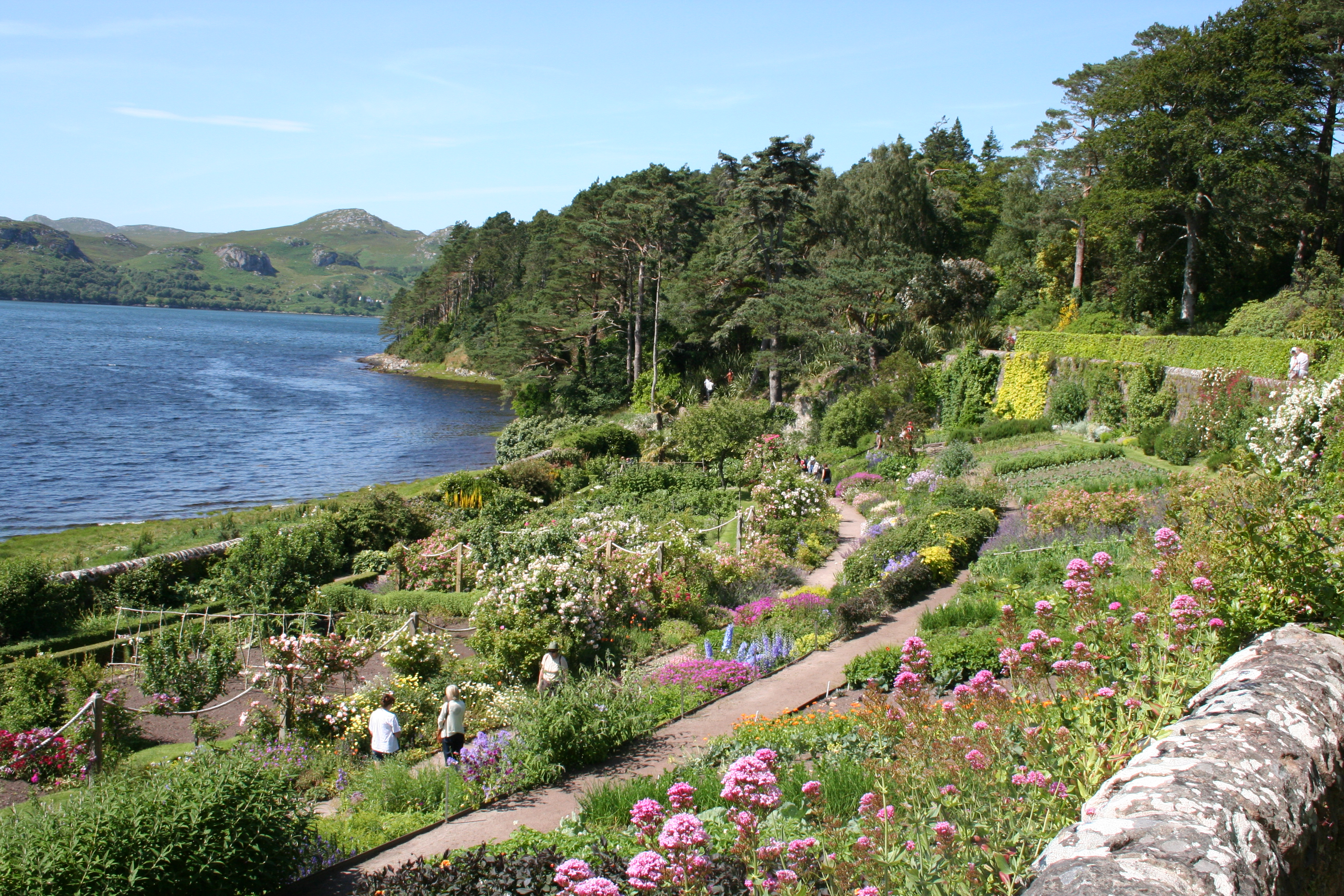
Fiori nell'Inverewe Garden

La tenuta di Inverewe fu ereditata da Osgood Mackenzie nel 1862 dal patrigno, signore di Gairloch.
Mackenzie iniziò a realizzare con degli alberi delle cinte protettive. Dovette attendere però vent'anni per poter iniziare la costruzione del giardino vero e proprio, in quanto fu necessario trasportare grandi masse di terreno e di alghe fertilizzanti.
Mackenzie lavorò alla realizzazione del giardino fino al 1922, anno della sua morte.
Il lavoro di Osgood Mackenzie fu quindi proseguito dalla figlia, Mairi Sawyer.
Quest'ultima cedette poi il giardino al National Trust nel 1951, un anno prima della sua morte.
Nei primi anni di apertura, il giardino, data la collocazione piuttosto remota, contava la visita di appena 3.000 persone l'anno.

## Descrizione
Il giardino si trova a circa mezzo miglio dal villaggio di Poolewe e si estende in un'area di circa 20 ettari.
A dispetto della latitudine, il giardino può beneficiare del calore della corrente del Golfo, che favoriscono la crescita di numerose specie esotiche.
Tra le specie presenti, figurano piante originarie del Cile, dell'Himalaya, della Nuova Zelanda e del Sudafrica.